# Рисер-Ларсен, Яльмар
Яльмар Рисер-Ларсен (норв. Hjalmar Riiser-Larsen, 7 июня 1890 — 3 июня 1965) — норвежский авиатор и полярный исследователь, один из создателей современных ВВС Норвегии.

## Биография
Яльмар Рисер-Ларсен родился в Осло, в возрасте 19 лет он поступил в Военно-морскую академию в Бергене, которую окончил в офицерском звании. С 1915 года он служил на военно-морском флоте, в Первой мировой войне участия не принимал, так как Норвегия объявила о своём нейтралитете. После войны Рисер-Ларсен был назначен руководителем предприятия по строительству самолётов для морской авиации, через два года его сменил на этом посту другой офицер. Рисер-Ларсен в 1921 году сдал экзамены на лицензию пилота и перешёл на работу в военное министерство, одновременно время от времени выполняя коммерческие рейсы.
В 1925 году уже знаменитый Руаль Амундсен предложил Рисер-Ларсену, как одному из опытнейших норвежских пилотов, принять участие в перелёте на Северный полюс. В экспедиции Амундсена и Эллсворта Рисер-Ларсен пилотировал один из двух самолётов Dornier Wal, на борту каждого из которых находилось по три человека.  Экспедиция стартовала 21 мая из Конгсфьорда на Шпицбергене. Через три часа после вылета у самолёта Рисер-Ларсена N-25 возникли неполадки и потребовалось совершить посадку. Рисер-Ларсен посадил самолёт без больших осложнений, однако второй самолёт N-24, севший неподалёку, получил более серьёзные повреждения. Это произошло на 87°44′ с. ш. 10°30′ з. д., в 136 морских милях от полюса. В течение 26 дней шесть участников экспедиции ремонтировали самолёт N-25 и расчищали взлётную полосу во льдах, которая снова и снова становилась непригодной из-за подвижки льдов, пока 15 июня не удалось взлететь. Через семь часов самолёт Рисер-Ларсена со всеми членами экспедиции на борту вернулся на Шпицберген. Несмотря на то, что цель — Северный полюс — не была достигнута, перелёт Амундсена и Эллсворта стал сенсацией, так как ни один самолёт ранее не достигал такой широты и не летал в таких исключительных погодных условиях.
В следующем году Рисер-Ларсен вошёл в состав экспедиции на дирижабле «Норвегия», став штурманом. Руководили полётом Амундсен и итальянский конструктор дирижабля Умберто Нобиле. 11 мая дирижабль покинул Шпицберген, а менее чем через сутки, в 1:30 12 мая достиг полюса. Утром 14 мая «Норвегия» приземлилась на Аляске. Перелёт «Норвегии» стал первой неоспариваемой успешной попыткой достичь Северного полюса, так как заявления всех предыдущих претендентов, Кука, Пири и Бэрда, подвергались сомнению. Когда в 1928 году дирижабль «Италия» под командованием Нобиле потерпел катастрофу в Арктике, Рисер-Ларсен участвовал в поисках пропавших.
В период с 1929 по 1931 год Рисер-Ларсен участвовал в двух антарктических экспедициях, профинансированных норвежским судовладельцем и китопромышленником Ларсом Кристенсеном (Кристенсен организовал ряд экспедиций с 1927 по 1936 год, в результате которых было сделано много ценных открытий, а Норвегия заявила территориальные претензии на некоторые территории в Южной Атлантике и Антарктиде, в частности остров Буве и остров Петра I). Основные исследования проводил корабль «Норвегия», Рисер-Ларсен вместе с другим пилотом Финном Лютцов-Хольмом выполнял аэрофотосъёмку с гидроплана.
В 1933 году сокращения в вооружённых силах коснулись Рисер-Ларсена, но ему сразу предложили работу в гражданской авиакомпании Det Norske Luftfartsselska (DNL). Вскоре он возглавил компанию. После оккупации Норвегии Третьим рейхом он был вынужден эмигрировать в Лондон, а оттуда — в Северную Америку, где Рисер-Ларсен координировал деятельность военной и военно-морской авиации и создал тренировочный лагерь для норвежских лётчиков. За это время Рисер-Ларсен был произведён в адмиралы и вице-маршалы. Когда в 1944 году на основе существовавших подразделений были созданы Королевские военно-воздушные силы Норвегии, их возглавил Рисер-Ларсен. Однако у него возникли конфликты со многими пилотами. В конце концов в 1946 году он был вынужден подать в отставку.
Рисер-Ларсен вернулся в DNL. В этот период происходило формирование новой авиакомпании Scandinavian Airlines System, которая объединила ресурсы трёх национальных авиаперевозчиков скандинавских стран. В SAS Рисер-Ларсен отвечал за межконтинентальные маршруты, его главной заслугой считается организация сообщения с Северной Америкой и Дальним Востоком кратчайшим маршрутом через Северный полюс.
В 1958 году Рисер-Ларсен выпустил книгу мемуаров Femti År for Kongen («Пятьдесят лет за короля»).